# Абатство Сен Фюлин дю Рьолкс
Абатство Сен Фюлин дю Рьолкс (на френски: Abbaye Saint-Feuillien Du Roeulx) е историческо норбертинско абатство в град Льо Рьолкс, окръг Соани на провинция Ено, Югозападна Белгия. Абатството е основано през 1125 г. и съществува до 1797 г., като по време на Френската революция монасите са прогонени, а сградите и имуществото на абатството са конфискувани и продадени.

## История
През 655 г. по време на пътуване през територията на днешния град Льо Рьолкс, ирландския светец и мисионер Фюлин от Фос е мъченически убит и обезглавен. На мястото на неговото мъченичество, неговите ученици издигат параклис. През 1125 г. на същото място монаси-премонстранти основават абатството Сен Фюлин дю Рьолкс, посветено на паметта на светеца.
През следващите столетия абатството се превръща във важен религиозен център. Абаството е разположено на площ от 15 хектара, и става причина за възникването на града Льо Рьолкс. По време на своето съществуване, в него живеят между 20 и 40 монаси, както и лекар, хирург, фармацевт, готвачи, камериер, пивовар, градинар, домакини и друг обслужващ персонал. Абатството притежава големи имоти в града, както и в много от околните села.
По време на революцията през 1797 г. и френската окупация, монасите са принудени да напуснат абатството. Част от манастирските сгради са разрушени, друга част са закупени от Папен, кмета на Льо Рьолкс, а впоследствие, в началото на 19 век, преминават в собственост на фамилията Кроа, и стават част от парка на замъка Кроа.
От манастирските сгради до наши дни са достигнали само входната порта от 1770 г. и портиерната, както и части от стени и отломки от архитектура, разпръснати из парка. Запазена е красива дарохранителница от 1542 г., която се съхранява в музея в Льо Рьолкс, както и мебели и картини, които се съхраняват в катедралата на Турне.

## Абатска бираСен Фюлин
Едно необичайно следствие от съществуването в миналото на абатството е едноименната абатска бира Сен Фюлин. В продължение на векове монасите варят в манастира собствена бира и тази традиция е възстановена през 1955 г. от пивоварната Brasserie Saint-Feuillien, основана през 1873 г. Бирата Saint-Feuillien е сертифицирана от Съюза на белгийските пивовари през 1999 г. като „Призната белгийска абатска бира“ (Erkend Belgisch Abdijbier) и може да носи лого, изобразяващо стилизирана чаша с кафява бира, вписана в готически прозорец-арка.